# Гордиенко, Дмитрий Прокофьевич
Дмитрий Прокофьевич Гордиенко (укр. Дмитро Прокопович Гордієнко ; 8 декабря 1901 с. Плужники Киевской губернии — 1 января 1974, там же) — украинский советский писатель

, поэт, очеркист.

## Биография
Родился в крестьянской семье. Активный участник революционных событий и Гражданской войны на Украине. Сражался против немецких войск и Гетманщины в красном партизанском отряде, позже был бойцом знаменитой Богунской бригады.
С 1921 года работал секретарём Яготинского райкома комсомола. Окончил ускоренные курсы журналистики при ЦК КП (б) Украины, после чего работал в редакциях газет «Вісті», «Пролетар» и журналов «Декада» и «Всесвіт», в котором с 1933 г. занимал должность заместителя главного редактора.
Принимал участие в создании Прилуцкого филиала литературной организации крестьянских писателей «Плуг», возглавлял Полтавский губернский филиал этой организации, затем — член литературных организациях «Молот», «Молодняк», «Пролитфронт», «ВУСПП». С 1934 года — член Союза писателей СССР.
В декабре 1934 г. репрессирован. Арестован в Харькове, обвинён как участник контрреволюционной террористической организации и осуждён к 5 годам концлагерей. Заключение отбывал на Колыме. С 1939 года работал как вольнонаёмный в системе Дальстроя НКВД СССР.
14 мая 1949 г. повторно был арестован в Бийске и 28 июля 1949 г. Алтайским краевым судом осуждён на 25 лет исправительно-трудовых лагерей.
В связи с болезнью освобождён в 1955 г. и в том же году был реабилитирован.
Умер в родном селе в 1974 г.

## Творчество
С 1922 года дебютировал как поэт.
Автор поэтических сборников «У путь» (1927), «Арки» (1929), повестей «Зелений флігель» (1928), романов «Тинда» (1930), «Завойовники надр» (1932), сборников рассказов «Поламані люди» (1929), «Злочин механіка» (1930), «Мар’яна-Ївга», «Чужі профілі» (1933), нескольких книг очерков.